# فرانزیسکا پتری
فرانزیسکا پتری (به انگلیسی: Franziska Petri) یک بازیگر زن آلمانی‌تبار است.